# Jakob Michael Reinhold Lenz
Jakob Michael Reinhold Lenz, född 23 januari 1751 i Seßwegen, Livland, död 4 juni 1792 i Moskva, var en tysk dramatiker.
Lenz studerade i Dorpat och senare i Königsberg, där han påverkades av Herder och Kant. Han begav sig sedan till Strassburg, där Goethe och han blev bekanta. Han förälskade sig i Friederike Brion, och följde 1776 Goethe till Weimar. På grund av någon taktlöshet mot denne blev han emellertid avvisad därifrån och levde sedan ett oroligt och olyckligt vagabondliv, tidvis omtöcknad till förståndet, i Schweiz, Elsass och Ryssland – från 1781 i Moskva. 
Lenz första större dikt, hexameterskildringen Die Landplagen (1769), är bildad efter Klopstock, Thomson med flera. Gripen av de nya strömningarna under Herders och Goethes ledning, blev Lenz en av de djärvaste bland "Sturm und Drangs" banérförare. Hans Anmerkungen über Theater nebst angehängtem übersetzten Stücke Shakespeares (1774) är en av riktningens mest karakteristiska programskrifter, och hans originaldramer, Der Hofmeister (1774), Der neue Menoza (1774) (Erik Pontoppidan skrev Menoza, en asiatisk prinds, som rejste om og søgte christne 1742–1743) och Die Soldaten (1776), nämndes vid sidan av Goethes ungdomsverk som de banbrytande. 
Utom ytterligare några dramatiska arbeten och utkast (Die Freunde machen den Philosophen, samma år, Der Engländer (1777), och Pandœmonium Germanicum (1819) och (1896), Die sicilianische Vesper, Dramatischer Nachlass (1896) skrev Lenz en wertheriserande brevroman, Der Waldbruder (tryckt 1797 i Schillers tidskrift "Die Horen", ny upplaga 1882), ett par berättelser och uppsatser samt dikter (Gedichte, utgiven 1891). År 1774 gav han ut några berättelser av Plautus. En originell och kraftfull karakteriseringskonst, genial dramatisk blick och djup lyrisk djupsinnighet kännetecknar Lenz. Den diktsamling, Die Sessenheimer Lieder, som Friederike Brion bevarade, innehåller dikter av både Goethe och Lenz, vilka inte med bestämdhet kunnat fördelas mellan dem. Okonstnärlig överdrift vanställer dessutom en stor del av hans verk, liksom hans liv ödelades av bristande självbehärskning.